# 12 uomini da uccidere
12 uomini da uccidere (Inside the Mafia) è un film del 1959 diretto da Edward L. Cahn.
È un film poliziesco a sfondo drammatico statunitense con Cameron Mitchell, Robert Strauss e Grant Richards.

## Trama
Alcuni sicari mandati dal boss mafioso Johnny Lucero per uccidere il boss rivale prendono il controllo di un piccolo aeroporto dove è previso l'atterraggio del loro obiettivo. In attesa del bersaglio, terrorizzano i dipendenti dell'aeroporto, uno dei quali Tony Ledo inizia a escogitare un piano per ribaltare la situazione.

## Produzione
Il film, diretto da Edward L. Cahn su una sceneggiatura di Orville H. Hampton, fu prodotto da Robert E. Kent per la Robert E. Kent Productions e girato a Malibù e nei Paramount Studios a Hollywood, Los Angeles, dal 30 marzo a metà aprile 1959. Il titolo di lavorazione del film era Three Came to Kill.

## Distribuzione
Il film fu distribuito con il titolo Inside the Mafia negli Stati Uniti da settembre 1959 dalla United Artists.
Altre distribuzioni:
- in Austria nel luglio del 1960 (Die schwarze Hand der Mafia)
- in Germania Ovest il 12 luglio 1960 (Die schwarze Hand der Mafia)
- in Spagna (Dentro de la mafia)
- in Finlandia (Musta mafia)
- in Grecia (Oi tromokratai tis Mafias)
- in Brasile (Os Segredos da Máfia)
- in Italia (12 uomini da uccidere)

## Promozione
Le tagline sono:
- "The raid that ripped the 'Crime Convention' in 'Apple Lake, NY'. ".
- "The world's #1 secret society of crime! ".